# Nellie Sneguina
 (août 2024).
Si vous disposez d'ouvrages ou d'articles de référence ou si vous connaissez des sites web de qualité traitant du thème abordé ici, merci de compléter l'article en donnant les références utiles à sa vérifiabilité et en les liant à la section « Notes et références ».
Nellie Nikolaïevna Sneguina (en russe : Нелли Николаевна Снегина, en translittération anglaise Snegina), née le 28 janvier 1938, est une actrice soviétique, également réalisatrice de documentaires.

## Filmographie sélective
En tant qu'actrice
- 1965 : Temps, en avant! (en russe : Время, вперёд!, translittération : Vremya, vperyod!), de Sofia Milkina et de Mikhail Schweitzer
- 1969 : Andréï Roublev, d'Andreï Tarkovski : Marfa

En tant que réalisatrice
- 1991 : Donnez Berlin ! (Даешь Берлин!), coréalisatrice avec Leo Cherentsov (images d'archives rares)